# تيلوين
تيلوين أو اغريس السفلي هي واحة تقعُ في منطقة درعة تافيلالت في المغرب.

## جغرافيًا
تقعُ على بعد 18 كم شرق كلميمة و76 كم جنوب شرقي مدينة الرشيدية.
أحيانًا تتساقط الثلوج في تيلوين في الشتاء، رغم موقعها الجغرافي.

## تاريخيًا
كان هُناك مطار بين تيلوين وكلميمة يَستخدمه الجنود الفرنسيون خلال الاستعمار. الآن تبقَّى منه فقط العلامة الإرشادية على جدار حجري، وتظهر أنقاض المكاتب الإدارية الفرنسية القديمة في منطقة القصر القديم.

## الشخصيات
عائلةُ لاعب كرة القدم المغربي جمال عليوي من هذه الواحَة.